# 宜化集团
湖北宜化集团有限责任公司简称宜化集团，是全球最大的多元醇生产業者，是中国石油化工行业最具影响力十大代表企业之一。总部位于湖北省宜昌市。宜化集团的前身是创建于1977年的湖北宜昌地区化工厂。旗下拥有20多家法人实体企业，其中2家上市公司（湖北宜化、双环科技），5家中外合资公司，在北京、湖北、湖南、河南、云南、重庆、贵州、四川、山西、内蒙古、新疆、宁夏、青海、越南等地都有研发中心和制造基地，重点发展煤化工、磷化工、盐化工、天然气化工和矿山开发五大支柱产业，拥有60多种产品。

## 宜化股份
湖北宜化化工股份有限公司（深交所：000422）简称湖北宜化，公司坐落在湖北省宜昌市，湖北宜化的前身是创建于1977年的湖北宜昌地区化工厂。1992年，作为中国第一批股份制规范化改制试点企业之一，改制为湖北宜化化工股份有限公司，1996年7月，公司向社会公开发行1635万股人民币普通股，并于1996年8月，在深圳证券交易所成功上市，是中华人民共和国第一家氮肥类上市公司，被誉“中国氮肥第一股”。

## 主要产品
1. 全球最大的多元醇生产基地，年产12万吨季戊四醇，在全国市场占有率达80%，还有双季戊四醇、三羟甲基丙烷、双三羟甲基丙烷等产品。
2. 亚洲最大的化肥制造商，年产1250万吨化学肥料，其中尿素700万吨、氯化铵200万吨、磷酸二铵100万吨、NPK100万吨、磷酸一铵100万吨、其他肥料50万吨。
3. 亚洲最大的井矿盐生产企业，年产300万吨真空制盐。
4. 中国最大的联碱化工生产企业，年产200万吨纯碱。
5. 中国最大的氯碱化工生产企业，年产100万吨PVC、100万吨烧碱、120万吨电石。